# William Chase
William Merritt Chase, född 1 november 1849 i Indiana, död 25 oktober 1916, var en amerikansk konstnär.
Chase gjorde sig främst känd som porträttmålare, men även med genrebilder och landskap. Han verkade även som etsare.